# Mao Zetan
Mao Zetan (chinesisch 毛泽覃, Pinyin Máo Zétán, * 25. September 1905 in Shaoshan; † 25. April 1935 im westlichen Fujian), auch 毛泽淋,  Máo Zélín, 咏菊,  Yǒngjú, oder 润菊,  Rùnjú war der jüngere der zwei Brüder von Mao Zedong. 
Mao Zetan folgte seinem Bruder im Jahre 1918 nach Changsha, wo er 1921 von Mao Zedong überredet wurde, der Kommunistischen Jugendliga beizutreten. Er half Zedong bei der Organisation von Streiks in den Kohlebergwerken von Anyuan, den Blei- und Zinkminen von Shuikoushan, bei der Eisenbahn und Fabriken in Hunan. Im März 1923 wurde er von seinem Bruder erneut nach Shuikoushan entsandt. Dort trat er der Kommunistischen Partei Chinas bei. Im Jahre 1924 heiratete er seine Freundin Zhao Xiangui.
Im Frühling 1925 organisierte er mit seinem Bruder zahlreiche Bauernverbände in seiner Heimat Hunan. Aus diesem Grunde musste er wie auch Mao Zedong im Sommer 1925 nach Guangzhou fliehen. Dort arbeitete er an der Whampoa-Militärakademie und wurde Mitglied des Parteikomitees der Kommunistischen Partei der Provinz Guangdong. Im Oktober 1925 wurde seine Frau von der Kommunistischen Partei nach Moskau zum Studium an der Sun-Yatsen-Universität geschickt. Im Jahre 1926 heiratete er deshalb die damals 16-jährige Zhou Wennan, die wenig später auch in die Kommunistische Jugendliga eintrat.
Im April 1927 arbeitete er im Bauernbund von Guangdong, danach wurde er nach Wuchang versetzt, wo er mit dem Dienstrang eines Hauptmanns in die politische Abteilung des 4. Korps der Nationalrevolutionären Armee eintrat. Nachdem sich Wang Jingwei mit dem Führer der Kuomintang überworfen hatte und der linke Flügel sowie die Kommunistischen durch den rechten Kuomintang-Flügel bekämpft wurden, blieb Zetan zunächst in der Nationalrevolutionären Armee, mit der er nach Jiujiang verlegt wurde. Aus der Furcht, nach dem Massaker von Shanghai Opfer von Säuberungen zu werden, floh er auf Anraten von Ye Jianying nach Nanchang, wo die Truppen von He Long gerade den Nanchang-Aufstand durchgeführt hatten. Die kommunistischen Truppen waren aber schon abgezogen, so dass er erst etwa 170 km südlich von Nanchang unter erheblichem Risiko Kontakt zu den Aufständischen aufnehmen. Er arbeitete in der Folge in der politischen Abteilung der aufständischen Armee, nahm an der Erstürmung von Shantou teil und schloss sich den Truppen von Zhu De an, die sich nach dem Scheitern der Einnahme der Stadt Shantou in Richtung der Grenze zwischen Guangdong und Jiangxi zurückzogen. Im November 1927 diente er als Bote, um den Kontakt zwischen den Truppen Zhus und der Jinggangshan-Basis von Mao Zedong herzustellen. In Jinggangshan heiratete Zetan im Jahre 1931 zum dritten Mal. Seine Frau He Yi war die jüngere Schwester von Mao Zedongs dritter Frau He Zizhen.
Im Jiangxi-Sowjet wurde er von seinem Bruder zum Chef der politischen Abteilung des 6. Korps der Roten Armee eingesetzt, weil dieses Korps größtenteils aus Einheimischen der Provinz Jiangxi bestand, denen Mao Zedong nicht traute. Im Mai 1933 wurde er im Rahmen von Machtkämpfen innerhalb der Kommunistischen Partei aus dem militärischen Dienst entlassen.
Als man Pläne erarbeitete, den Jiangxi-Sowjet zu evakuieren, bevorzugten es Zetan und He Yi, in der alten kommunistischen Basis, die nunmehr von Xiang Ying und Chen Yi kommandiert werden sollte, zu bleiben. Wenige Monate nach Beginn des Langen Marsches geriet Mao Zetan in einen Hinterhalt und wurde getötet. Da Zetan seinem Bruder versprochen hatte, seinen Sohn Anlong zu verstecken und großzuziehen, ist auch das Schicksal von Mao Anlong ungeklärt.